# Cruz Grande (Piura)
Cruz Grande es un caserío peruano ubicado en el distrito de Huancabamba, perteneciente a la provincia homónima del departamento de Piura, al norte del Perú. 

## Ubicación
Cruz Grande se ubica al noreste de la provincia de Huancabamba, en el distrito de Huancabamba, en el departamento de Piura.

## Demografía
En 2017 Cruz Grande tenía una población de 104 habitantes.
| Gráfica de evolución demográfica de Cruz Grande entre 1993 y 2017 |
|                                                                   |
| Fuentes: Población 1993 y 2017                                    |